# 2010 en basket-ball
Chronologie du basket-ball
2009 en basket-ball - 2010 en basket-ball - 2011 en basket-ball
Cette page rassemble les faits marquants de l'année 2010 en basket-ball.

## Janvier
- Votes All-Star Game 2010

## Février
- 10 février : Ricky Rubio est nommé pour la troisième année consécutive meilleur jeune joueur européen (Young Men's Player of the Year)[1].
- 12 février : Sandrine Gruda est désignée joueuse européenne de l'année 2009 (2009 Women's Player Of The Year) par la FIBA Europe. Elle devance la Lettone Anete Jēkabsone et la Russe Maria Stepanova[2].
- 15 février : Pau Gasol est désigné joueur européen de l'année 2009 (2009 Player Of The Year) par la FIBA Europe. Il devance Dirk Nowitzki et Miloš Teodosić[3].

2009 Player Of The Year
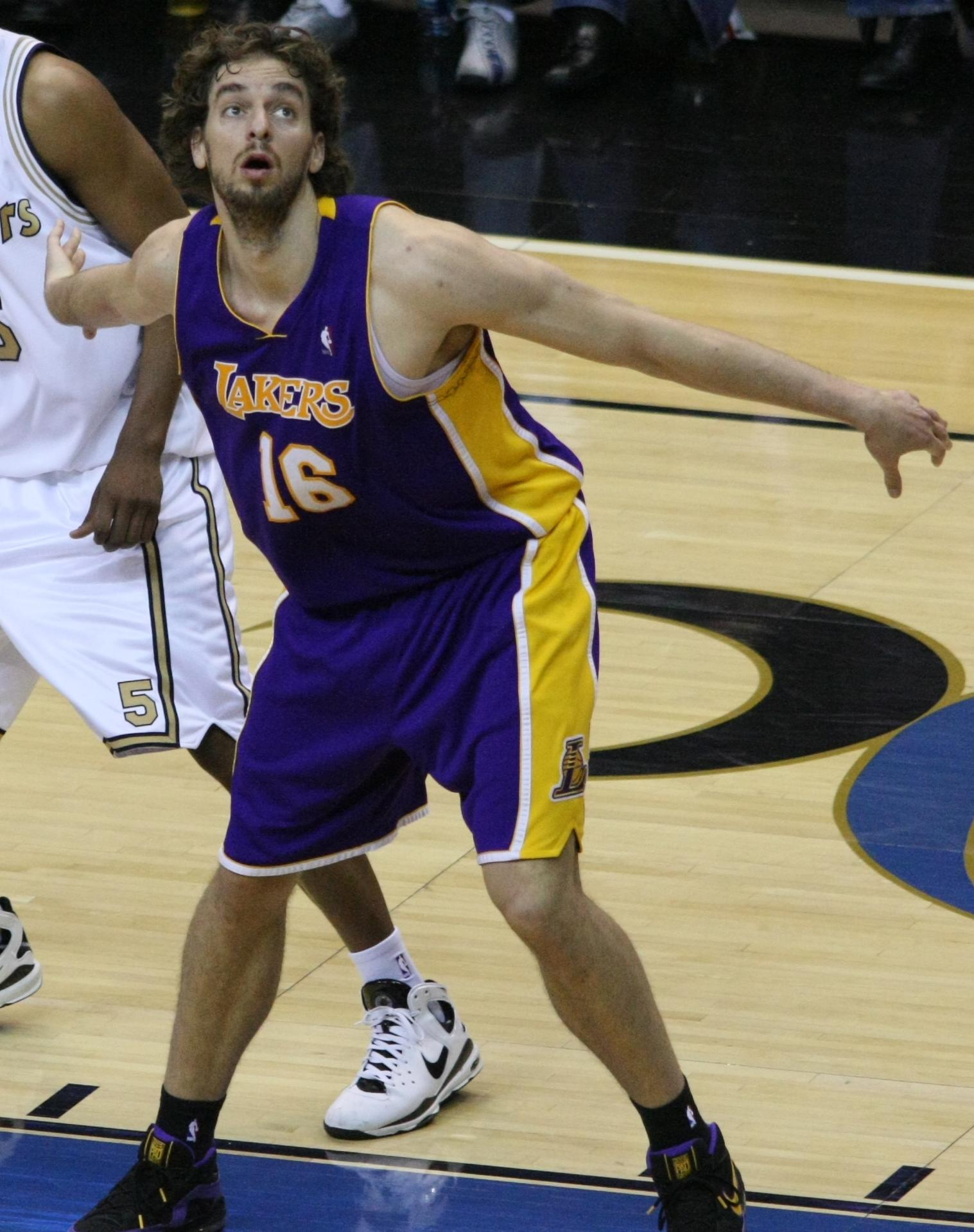
Pau Gasol
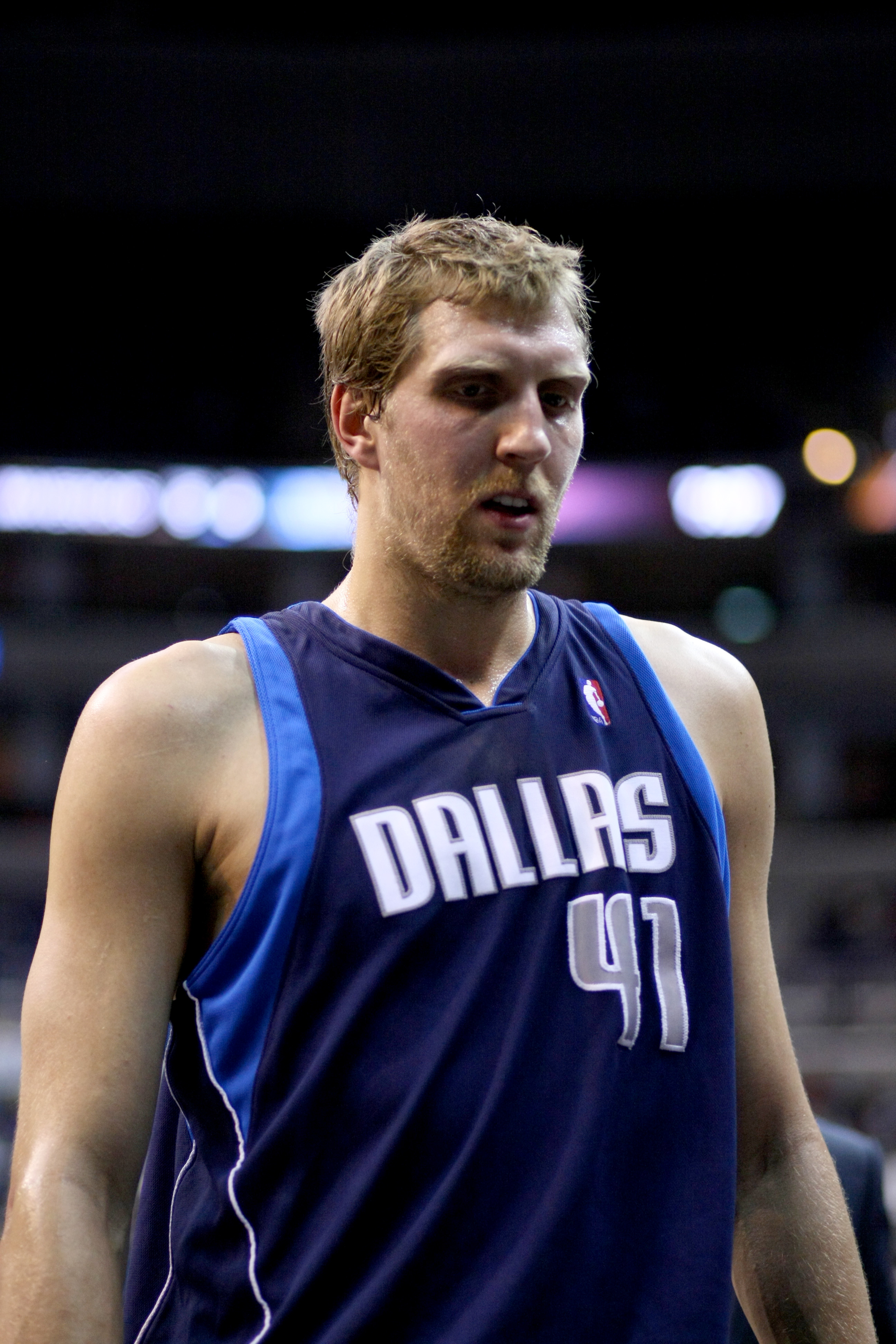
Dirk Nowitzki
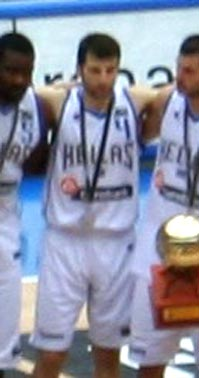
Milos Teodosic

- 12 au 14 février : NBA All-Star Game 2010 à Arlington (Texas)
  - le rookie Tyreke Evans est nommé MVP du match des débutants avec 26 points et 6 rebonds, 5 passes et 5 interceptions[4]. L'équipe des rookie l'emporte 140 à 128 face aux Sophomores (deuxième année en NBA).
  - Nate Robinson remporte son troisième Slam Dunk Contest
  - Paul Pierce remporte le concours du lancer à trois points.
  - Devant 108 713 spectateurs, nouveau record mondial de spectateurs pour un match de basket-ball, l'équipe de la Conférence Est remporte le All-Star Game par 141 à 139. Dwyane Wade, avec 28 points à 12 sur 16 aux tirs, 11 passes, 6 rebonds et 5 interceptions est nommé NBA All-Star Game Most Valuable Player Award.

- 20 février : l'Olympiakos remporte la Coupe de Grèce en battant en finale le Panathinaïkos 68 à 64. Miloš Teodosić est élu MVP de la compétition.
- 18 au 21 février : Semaine des As: l'ASVEL Lyon-Villeurbanne remporte la édition de cette compétition, disputée à l'Astroballe en battant en finale l'Entente Orléanaise Loiret par à 70 à 69. Mindaugas Lukauskis est nommé MVP de la compétition.

- 18 au 21 février, Coupe: le FC Barcelone bat en finale le Real Madrid sur le score de 80 à 61. c'est le joueur de Barcelone Fran Vázquez qui est nommé MVP.
- 21 février : Mens Sana Basket remporte sa cinquième Coupe d'Italie en disposant de la Virtus Bologne 83 à 75
- La coupe de Turquie est remportée par le club de Fenerbahçe İstanbul face à Mersin sur le score de 72 à 68.
- le KK Partizan Belgrade bat le KK Železnik 72 à 62 pour remporter la coupe de Serbie
- le Maccabi Tel-Aviv remporte la coupe d'Israël aux dépens du Bnei Hasharon par 77 à 70.

## Mars
- 3 mars : les Polonaises du Wisła Can-Pack se qualifient pour le Final four de l'Euroligue 2009-2010 en triomphant lors de la manche décisive des Tchèques de Brno. Elles rejoignent les Russes de Iekaterinbourg, Spartak région de Moscou et les Espagnoles de Ros Caseres, vainqueures en deux manches respectivement de Good Angels Kosice, Fenerbahçe  et Halcón Viajes.
- 10-11 mars : à l'issue de la sixième et dernière journée du Top 16 de l'Euroligue 2009-2010, les huit qualifiés pour les quarts de finale sont les clubs espagnols du FC Barcelone, du Real Madrid, du Tau Vitoria, les Grecs de l'Olympiakós, les Russes du CSKA Moscou, les Israéliens du Maccabi Tel-Aviv, les Polonais du Asseco Prokom Gdynia et les Serbes du KK Partizan. La grosse surprise de ce tour est l'élimination du tenant du titre, les Grecs du Panathinaïkos.
- 17 mars : Michael Jordan devient officiellement le nouveau propriétaire des Charlotte Bobcats. Le rachat, pour une valeur de 275 millions de dollars, est approuvée par les autres propriétaires de la National Basketball Association[5].
- 19 mars : LeBron James ravit le titre de plus jeune joueur à atteindre la barre des 15 000 points à Kobe Bryant[6].

## Avril
- 3 au 5 avril : les Blue Devils de l'université Duke remportent le Final Four NCAA disputé à Indianapolis en battant en finale les Butler Bulldogs de la Butler University sur le score de 61 à 59[7].

- 4 au 6 avril : les joueuses de Stanford Cardinal conservent leur titre NCAA, le septième titre de leur histoire, en battant les joueuses de UConn Huskies sur le score de 53 à 47 lors du Final Four du  Championnat NCAA féminin disputé à San Antonio[8].

- 1er et 8 avril : le club grec de l'Athinaïkós Výronas remporte l'EuroCoupe féminine (EuroCup Women) en battant les Russes de Nadejda Orenbourg[9].

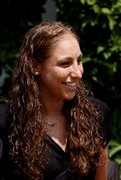
Diana Taurasi, MVP de Euroligue féminine

- 9 et 11 avril : le Spartak région de Moscou remporte son quatrième titre consécutif en Euroligue féminine en battant à Valence le club de Ros Casares Valence. L'Américaine Diana Taurasi remporte le titre de MVP, se succédant à elle-même au palmarès de ce trophée.

- 14 avril : à l'issue, de la phase régulière de la saison NBA 2009-2010, le programme des playoffs est enfin déterminé (en parenthèse, place dans la conférence)

Conférence Est
Cleveland Cavaliers (1) - Chicago Bulls (8)
Boston Celtics (4) - Miami Heat (5)
Atlanta Hawks (3) - Milwaukee Bucks (6)
Orlando Magic (2) - Charlotte Bobcats (7)
Conférence Ouest
Lakers de Los Angeles (1) - Oklahoma City Thunder (8)
Denver Nuggets (4) - Utah Jazz (5)
Phoenix Suns (3) - Portland Trail Blazers (6)
Dallas Mavericks (2) - San Antonio Spurs (7)
Les Cleveland Cavaliers, de par leur meilleur bilan, obtiennent l'avantage du terrain pour toutes séries de playoffs qui débutent le 17 avril.

- 17 et 18 avril : le club espagnol de Valence remporte l'EuroCoupe en battant en finale le club allemand de l'ALBA Berlin sur le score de 67 à 44.

- 23 et 25 avril : le KK Partizan Belgrade remporte sa quatrième victoire consécutive en Ligue adriatique en battant le Cibona Zagreb sur le score de 75 à 74[10].
- 24 avril : le Žalgiris Kaunas remporte la Ligue baltique en battant le Lietuvos rytas par 73 à 66[11].
- 28 avril : UMMC Iekaterinbourg remporte le championnat de Russie en battant le Spartak région de Moscou trois victoires à zéro, 73 à 67 lors de la dernière rencontre[12].

## Mai
- 30 avril et 2 mai : le club allemand de BG 74 Göttingen, qui dispute le Final Four de l'EuroChallenge à domicile, remporte le trophée de la saison 2009-2010 en l'emportant 83 à 77 face à Krasnye Krylya Samara.

- 2 mai : LeBron James remporte son deuxième titre de NBA Most Valuable Player[13]. Les autres récompenses individuelles en NBA sont : Tyreke Evans est nommé NBA Rookie of the Year (débutant de l'année), Dwight Howard NBA Defensive Player of the Year (défenseur de l'année), Jamal Crawford NBA Sixth Man of the Year (sixième homme de l'année), Aaron Brooks NBA Most Improved Player  (joueur ayant connu la plus grande progression) et Scott Brooks NBA Coach of the Year (entraîneur de l'année)

- 1er mai et 6 mai, ligue féminine de basket : le Tarbes Gespe Bigorre remporte son premier titre de champion de France en battant en deux manches les joueuses de Bourges, 76 à 73 à Bourges et 54 à 40 au retour à Tarbes. Après quatre finales nationales perdues, les Haut-Pyrénéennes remportent leur deuxième titre majeur (avec la coupe d’Europe Ronchetti en 1996) et mettent fin à l’hégémonie de Bourges et de Valenciennes, seuls champions depuis 1994.

- 7 et 9 mai : Final Four de l'Euroligue : le FC Barcelone remporte son deuxième titre, après celui de 2003, de champion d'Europe en battant les Grecs du Olympiakós Le Pirée sur le score de 86 à 68. Le CSKA Moscou prend la troisième place après sa victoire 90 à 88 après prolongation sur le KK Partizan.

- 15 mai : début de la saison de Women's National Basketball Association

- 16 mai : Bourges remporte la Coupe de France féminine au Palais omnisports de Paris-Bercy face aux nouvelles championnes de France du Tarbes Gespe Bigorre sur le score de 67 à 62. Chez les hommes, c'est le club de Entente Orléanaise Loiret qui remporte le trophée en l'emportant sur le score de 73 à 69 face à Gravelines.

## Juin
- 3 juin, finales NBA : première rencontre des Finales NBA entre les Lakers de Los Angeles et les Boston Celtics: victoire des Lakers au Staples Center sur le score de 102 à 89

- 6 juin, finales NBA : les Boston Celtics égalisent dans la série en l'emportant, toujours à Los Angeles, sur le score de 103 à 94. Ray Allen, auteur de 32 points, établi deux nouveaux records NBA avec sept tirs à trois points en une seule mi-temps d'une rencontre de finale NBA. Le second consiste en huit tirs à trois points lors d'une rencontre de finale NBA.

- 7 juin : le Panathinaïkós remporte son huitième titre consécutif, le 31e de son histoire, en remportant la quatrième rencontre de la série finale, disputée au meilleur des cinq matches, l'opposant à l'Olympiakós. Cette rencontre, terminée sur le score de 76 à69, a été arrêté à 63 secondes du terme en raison de jet de pièces, de bouteilles[14]..

- 8 juin, finales NBA : les Lakers reprennent l'avantage du terrain en l'emportant 91 à 84 au TD Garden de Boston.

- 10 juin, finales NBA : les Celtics égalisent en remportant la quatrième rencontre sur le score de 96 à 89.

- 13 juin : le club de Cholet Basket remporte son premier titre de champion de France en l'emportant en finale face au Mans sur le score de 81 à 65[15].

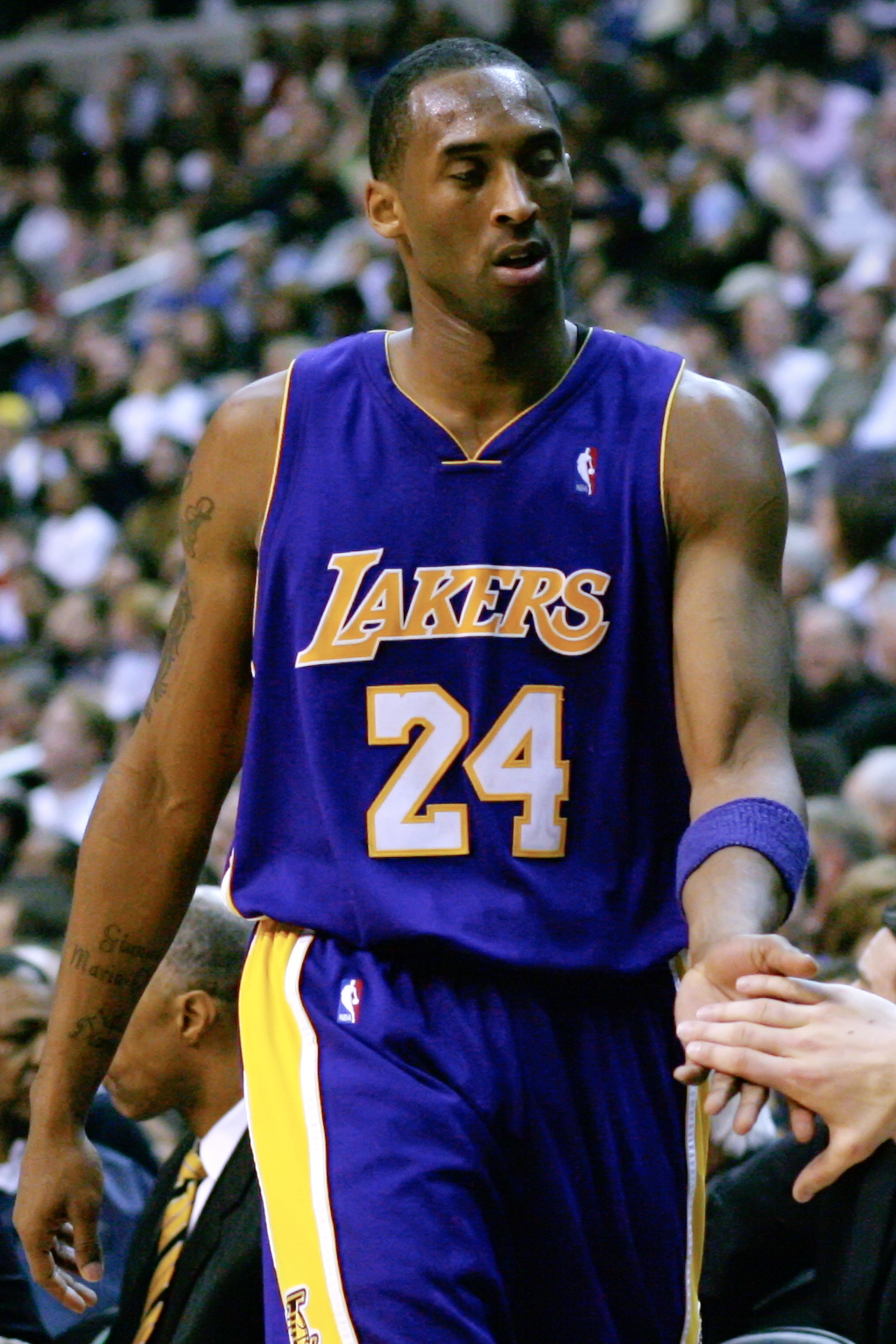
Kobe Bryant meilleur joueur des Finales

- 13 juin, finales NBA : les Celtics, en remportant une seconde victoire 92 à 86 consécutive sur le parquet du TD Garden, prennent l'avantage dans la série.

- 15 juin :
  - Liga ACB : le tau Vitoria remporte le championnat d'Espagne en battant lors de la série finale le FC Barcelone par trois victoires à zéro. Après deux victoires, à Barcelone, Vitoria remporte sa troisième victoire, à domicile, sur le score de 79 à 78 après prolongation[16].
  - Finales NBA : sixième rencontre au Staples Center. Les Lakers, grâce à une victoire 89 à 67, égalisent dans la série et obtiennent le droit de disputer le titre lors d'une ultime rencontre, disputée sur leur parquet.

- 17 juin : septième et ultime rencontre des Finales NBA. La franchise des Lakers l'emporte sur le score de 83 à 79 et remporte le 16e titre de son histoire[17]. Kobe Bryant remporte son second trophée de National Basketball Association Finals Most Valuable Player Award, meilleur joueur des Finales.

## Tableaux récapitulatifs
| Pays                         | Compétition                           | Vainqueur                 | Finaliste                            | Résultat |
| ---------------------------- | ------------------------------------- | ------------------------- | ------------------------------------ | -------- |
| Compétitions internationales |                                       |                           |                                      |          |
|                              | Euroligue                             | FC Barcelone              | Olympiakós Le Pirée                  | 86-68    |
|                              | EuroCoupe                             | Valence BC                | ALBA Berlin                          | 67-44    |
|                              | EuroChallenge                         | BG 74 Göttingen           | Krasnye Krylya Samara                | 83-77    |
|                              | Ligue adriatique                      | Partizan Belgrade         | Cibona Zagreb                        | 75-74    |
|                              | Ligue baltique                        | Žalgiris Kaunas           | Lietuvos rytas Vilnius               | 73–66    |
|                              | Coupe d'Afrique                       | Primeiro de Agosto        | Condor de Yaoundé                    |          |
| Compétitions nationales      |                                       |                           |                                      |          |
|                              | National Basketball Association (NBA) | Lakers de Los Angeles     | Celtics de Boston                    | 4-3      |
|                              | NCAA                                  | Blue Devils               | Butler Bulldogs                      | 61-59    |
|                              | National Basketball League            | Perth Wildcats            | Wollongong Hawks                     | 2–1      |
|                              | Championnat de Belgique               | Spirou Charleroi          | Liège Basket                         | 3–1      |
|                              | Chinese Basketball Association        | Guangdong Southern Tigers | Xinjiang Flying Tigers               | 4-1      |
|                              | A1 liga Ožujsko                       | Cibona Zagreb             | KK Zadar                             | 3-2      |
|                              | Championnat de République tchèque     | ČEZ Basketball Nymburk    | BK Prostějov                         | 4-1      |
|                              | Eredivisie                            | GasTerra Flames           | World Class Aviation Academie Giants | 4–1      |
|                              | Pro A                                 | Cholet Basket             | Le Mans                              | 81-65    |
|                              | Basketball-Bundesliga                 | Brose Baskets             | Deutsche Skyliners Francfort         | 3-2      |
|                              | ESAKE                                 | Panathinaïkós             | Olympiakós                           | 3-1      |
|                              | Championnat d’Iran                    | Mahram Téhéran BC         | Zob Ahan Isfahan BC                  |          |
|                              | Ligue israélienne de basket-ball      | Hapoël Galil Elyon        | Maccabi Tel Aviv                     | 90-77    |
|                              | LegA                                  | Mens Sana Basket          | Milan                                | 3-0      |
|                              | Lietuvos Krepšinio Lyga               | Lietuvos Rytas Vilnius    | Žalgiris Kaunas                      | 4–3      |
|                              | Championnat du Monténégro             | Budućnost Podgorica       | KK Lovćen                            | 3–0      |
|                              | Philippine Basketball Association     | Purefoods TKG             | Alaska Aces                          | 4-0      |
|                              | Dominet Bank Ekstraliga               | Asseco Prokom Sopot       | Anwil Włocławek                      | 4-0      |
|                              | Superligue                            | CSKA Moscou               | BC Khimki Moscou                     | 3-0      |
|                              | Naša Sinalko Liga                     | KK Partizan               | KK Hemofarm                          | 3-0      |
|                              | UPC Telemach                          | KK Krka Novo Mesto        | KK Olimpija Ljubljana                | 3-2      |
|                              | Liga ACB                              | Tau Vitoria               | FC Barcelone                         | 3-0      |
|                              | Championnat de Turquie de basket-ball | Fenerbahçe Ülkerspor      | Efes Pilsen İstanbul                 | 4-2      |
|                              | Championnat d’Ukraine                 | Azovmach Marioupol        | BK Boudivelnik                       | 3-2      |
|                              | British Basketball League             | Everton Tigers            | Scottish Rocks                       | 80–72.   |

| Pays                         | Compétition                                    | Vainqueur                | Finaliste                      | Résultat           |
| ---------------------------- | ---------------------------------------------- | ------------------------ | ------------------------------ | ------------------ |
| Compétitions internationales |                                                |                          |                                |                    |
|                              | Euroligue                                      | Spartak région de Moscou | Ros Casares Valence            | 85-70              |
|                              | EuroCoupe féminine                             | Athinaïkós Výronas       | Nadejda Orenbourg              | 65-* 57 et * 53-57 |
|                              | Ligue baltique                                 | TEO Vilnius              | Lemminkainen Klaipėda          | 70-56              |
| Compétitions nationales      |                                                |                          |                                |                    |
|                              | Women's National Basketball Association (WNBA) | Storm de Seattle         | Dream d’Atlanta                | 3-0                |
|                              | NCAA                                           | Stanford Cardinal        | UConn Huskies                  | 53-47              |
|                              | Women's National Basketball League             | Canberra Capitals        | Bulleen Melbourne Boomers      | 75-70              |
|                              | Championnat de République tchèque              | Frisco Sika Brno         | USK Prague                     | 3-1                |
|                              | Liga Femenina de Baloncesto                    | Ros Casares Valence      | Perfumerías Avenida Baloncesto | 2-0                |
|                              | Ligue féminine de basket                       | Tarbes Gespe Bigorre     | Bourges                        | 2-0                |
|                              | Championnat                                    | Athinaïkós Výronas       |                                | [ 18 ]             |
|                              | Championnat de Hongrie                         | MiZo Pécs                | MKB Euroleasing Sopron         | 3-0                |
|                              | LegA Basket Femminile                          | Taranto Cras Basket      | Famila Schio                   | 3-2                |
|                              | Championnat de Lettonie                        | TTT Riga                 | SK Cēsis                       | 3-2                |
|                              | Championnat de Lituanie                        | TEO Vilnius              | Lemminkainen Klaipėda          | 3-0                |
|                              | TBBL                                           | Fenerbahçe SK            | Galatasaray SK                 | 3-0                |
|                              | Polska Liga Koszykówki Kobiet                  | Lotos Gdynia             | Energa Toruń                   | 3-1                |
|                              | Superligue                                     | UMMC Iekaterinbourg      | Spartak région de Moscou       | 3-0                |

Dans le cas d’une finale à 2 manches jouées chez chacun des finalistes, * précède le score de l’équipe jouant à domicile.
| Pays                         | Compétition                           | Vainqueur                    | Finaliste                    | Résultat                     |
| Compétitions internationales | Compétitions internationales          | Compétitions internationales | Compétitions internationales | Compétitions internationales |
| ---------------------------- | ------------------------------------- | ---------------------------- | ---------------------------- | ---------------------------- |
|                              | Coupe des Clubs champions (EuroCup 1) | RSV Lahn-Dill                | Santa Lucia Sport Roma       | 66-42                        |
|                              | Coupe André Vergauwen (EuroCup 2)     | CS Meaux                     | Beşiktaş JK                  | 65-56                        |
|                              | Coupe Willi Brinkmann (EuroCup 3)     | Grupo Norte Valladolid       | CD Amfiv Ademi Vigo          | 100-67                       |
|                              | Challenge Cup (EuroCup 4)             | Norrköping Dolphins          | Wolverhampton Rhinos         | 75-61                        |
| Compétitions nationales      |                                       |                              |                              |                              |
|                              | Nationale A (NA)                      | CS Meaux                     | Toulouse IC                  | 2 à 0                        |

## Juillet
- 10 juillet : rencontre The Stars at the Sun de la Women's National Basketball Association à la Mohegan Sun Arena à Uncasville dans le Connecticut. La rencontre oppose une sélection de WNBA à l'équipe des États-Unis. Cette dernière l'emporte sur le score de  99 à 72. Sylvia Fowles, qui évolue avec les Américaines, est élue MVP.
- 11 juillet : les États-Unis  remportent la première édition du Championnat du monde des 17 ans et moins (FIBA Under-17 World Championship) en battant la Pologne sur le score de 111 à 80.
- 18 juillet : la France est Champion d'Europe des - 20 ans.
- 25 juillet : l'équipe des États-Unis remporte le premier championnat du monde féminin des 17 ans et moins en battant en finale la France 92 à 62.

- 25 juillet : la Russie bat Espagne 75 à 74 en finale du Championnat d'Europe féminin des 20 ans et moins. La Lettonie, en battant la France, termine troisième.

## Août
- 1er août : la Lituanie remporte à domicile le Championnat d'Europe de basket-ball masculin des 18 ans et moins en battant en finale la Russie sur le score de 90 à 61. La troisième place est obtenue par la Lettonie.

- 8 août : l'Italie remporte le Championnat d'Europe féminin des 18 ans et moins en battant en finale l'Espagne sur le score de 66 à 61. La troisième place est remportée par les Françaises.

- 13 août : le basketball Hall of Fame accueille la classe 2010 de ses membres : celle-ci est composée des équipes des États-Unis des jeux olympiques de 1960 et des jeux olympiques de 1992, du propriétaire des Chicago Bulls Jerry Buss, de la joueuse Cynthia Cooper-Dyke, de l'entraîneur Robert "Bob" Hurley Sr et des joueurs Dennis Johnson, Gus Johnson, Karl Malone, Maciel "Ubiratan" Pereira et Scottie Pippen[19].

- 15 août : la Croatie remporte le Championnat d'Europe des 16 ans et moins en battant en finale la Lituanie sur le score de 80 à 52. La Turquie remporte la troisième place en battant l'Espagne 75 à 64.

- 20 août : cinq joueurs Vlade Divac, Dragan Kicanović, Dino Meneghin, Arvydas Sabonis, Oscar Schmidt, deux joueuses Cheryl Miller, Natalia Zassoulskaya, trois entraîneurs Lindsay Gaze, Evgeny Gomelsky et Mirko Novosel constituent la troisième classe du FIBA Hall of Fame. Ils sont accompagnés de deux officiels, Jim Bain et Konstantinos Dimou et de quatre contributeurs : George Killian, Hans-Joachim Otto, Ernesto Segura de Luna (à titre posthume), Abdoulaye Seye Moreau. Ali Ramsay, sélectionné dans la classe 2009, est officiellement introduit lors de cette année 2010[20].

- 22 août : la Russie remporte le Championnat d'Europe féminin des 16 ans et moins en battant la Croatie  sur le score de 721 à 53. La France, en battant la Serbie 50 à 44 remporte la troisième place.

- 22 août : fin de la saison régulière de la Women's National Basketball Association. Les phases finales opposent:

Conférence Est
Washington Mystics (1) - Atlanta Dream (4)
New York Liberty (2) - Indiana Fever (3)
Conférence Ouest
Seattle Storm (1) - Los Angeles Sparks (4)
Phoenix Mercury (2) - San Antonio Silver Stars (3)

- 23 août : la Serbie remporte les Jeux olympiques de la jeunesse en battant en finale la Croatie, la Grèce terminant troisième. Chez les femmes, la Chine l'emporte devant l'Australie, les États-Unis prenant la troisième place.

- 28 août : début du Championnat du monde masculin en Turquie

## Septembre
- 2 septembre : le programme des huitièmes de finale du Championnat du monde masculin est :

 Serbie -  Croatie
 Espagne -  Grèce
 Turquie -  France
 Slovénie -  Australie
 États-Unis -  Angola
 Russie -  Nouvelle-Zélande
 Lituanie -  Chine
 Argentine -  Brésil
les huit équipes qualifiées sont la Serbie, l'Espagne, la Turquie, la Slovénie, les États-Unis, la Russie, la Lituanie et l'Argentine.
- 8 et 9 septembre : la Serbie, vainqueure  de l'Espagne, la Turquie, vainqueure  de la Lituanie, les États-Unis, vainqueurs de la Russie et la Lituanie, vainqueure de l'Argentine sont les quatre équipes qualifies pour les demi-finales du mondial.

- 2 septembre : les finales de Conférence de WNBA opposent à l'Ouest Seattle  à Phoenix et Atlanta à New York à l'Est.
- 11 septembre : championnat du monde masculin. La première demi-finale voit les États-Unis battre la Lituanie sur le score de 89 à 74. Dans la seconde, la Turquie, qui évolue à domicile, se qualifie aux dépens de la Serbie sur le score de 83 à 82.

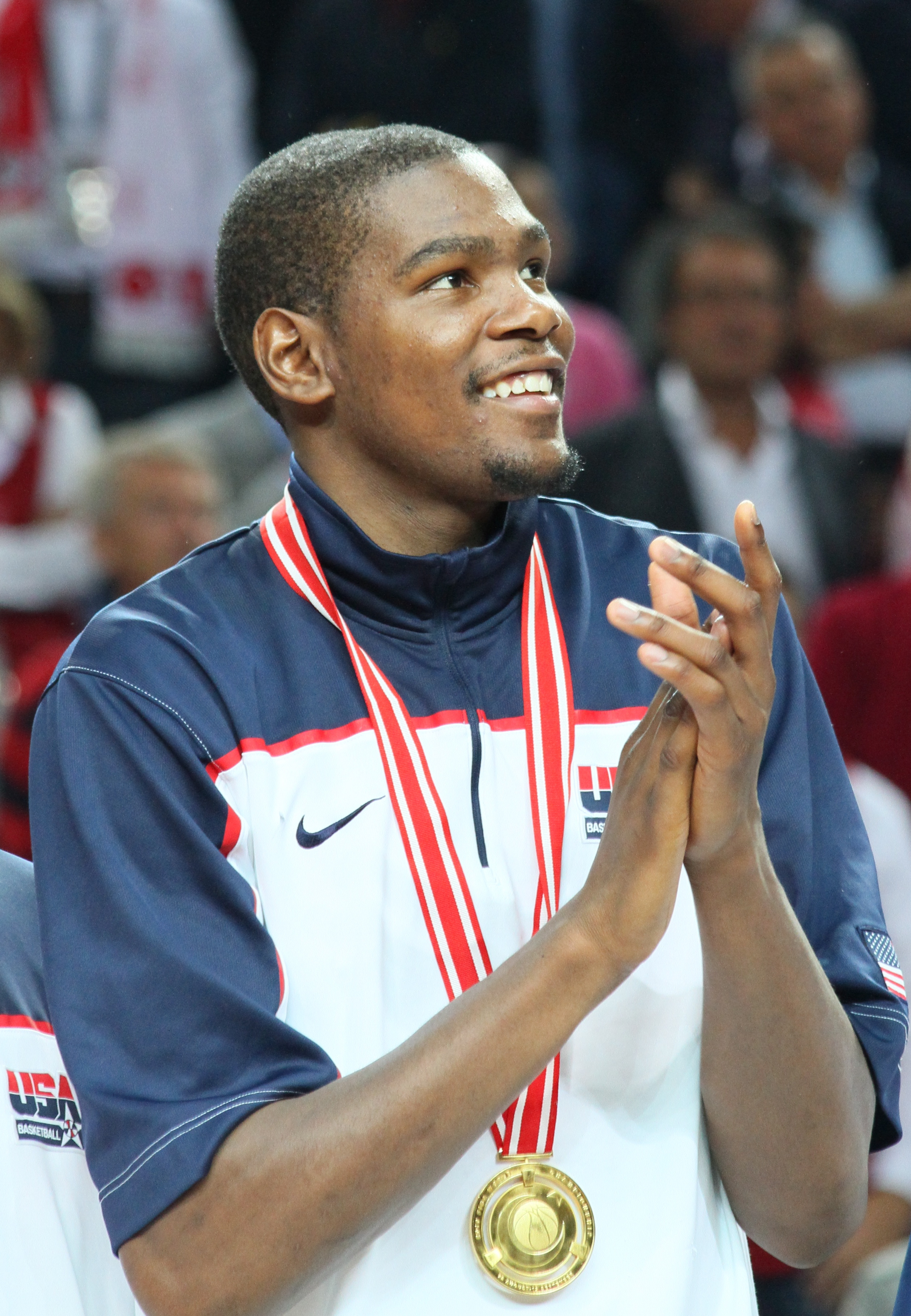
Kevin Durant

- 12 septembre : finale du Championnat du monde masculin. Les Américains retrouvent un titre mondial qu'ils n'avaient plus remporté depuis le titre de 1994 en battant la Turquie sur le score de 81 à 64. La Lituanie prend la troisième place de la compétition en battant la  Serbie sur le score de 99 à 88. l'Américain Kevin Durant est nommé meilleur joueur de la compétition[21].

- 12 septembre : première rencontre des finale de WNBA qui opposent Seattle  à Atlanta. Cette finale se dispute au meilleur des cinq manches.
- 16 septembre : la franchise des Seattle Storm remporte le titre de champion de WNBA, le second de son histoire après celui de 2004, en battant, dans une finale disputée au meilleur des cinq rencontres, les Atlanta Dream sur le score de trois victoires à zéro: 79 à 77, 87 à 84 et 87 à 84. Lauren Jackson est élue meilleure joueuse de la finale[22].

- 23 septembre : début du Championnat du monde féminin en République tchèque

## Octobre
- 3 octobre : l'équipe des États-Unis, après la troisième place du mondial 2006, retrouve la première place mondiale en battant en finale la République tchèque qui évolue à domicile sur le score de 89 à 69. L'Espagne termine à la troisième place en battant la Biélorussie sur le score de 77 à 68.

- 7 octobre : le FC Barcelone bat les Lakers de Los Angeles sur le score de 92 à 88 au Palau Sant Jordi lors du NBA Europe Live Tour 2010. Jamais auparavant une équipe européenne n’avait réussi à battre les champions en titre de la NBA.

- 18 octobre : début de la phase régulière de l'Euroligue 2010-2011 : Pour la première rencontre de cette phase régulière, l'Olympiakós Le Pirée bat le Real Madrid 82 à 68[23].

- 26 octobre : début de la Saison NBA 2010-2011 : le Miami Heat, où LeBron James et Chris Bosh ont rejoint Dwyane Wade, s'inclinent chez l'un des autres favoris de la conférence Est, les Celtics de Boston sur le score de 88 à 80. Les Lakers de Los Angeles remportent leur première rencontre 112 à 110 face aux rockets de Houston au Staples Center. Cette rencontre est précédée par la cérémonie de célébration de la bannière et des bagues de champion du titre 2010[24].

## Décembre
- 21 décembre : l'équipe universitaire féminine des UConn Huskies remportent sa 89e victoire consécutive, ce qui dépasse le précédent record dans le basket-ball universitaire américain établit par les UCLA Bruins de John Wooden[25]. Cette série s'achève lors du match suivant : ce sont les joueuses de Stanford Cardinal qui mettent fin à cette série. La dernière défaite datait du Final Four de l'année 2008, toujours face à cette même équipe de Stanford[26].

## Décès
- 8 janvier : Bob Blackburn
- 3 février : Dick McGuire[27]
- 10 février : Carl Braun
- 10 février : Fred Schaus
- 13 février : Red Rocha[28]
- 22 mars : Özhan Canaydın
- 25 mai : Aleksandr Belostenny
- 4 juin : John Wooden[29].
- 20 juin : Manute Bol[30].
- 8 juillet : Melvin Turpin[31]
- 12 juillet : Aleksandr Boloshev
- 28 juillet : Lorenzen Wright[32]
- 17 septembre : René Le Goff[33].
- 14 octobre : Larry Siegfried
- 25 octobre : Roy Skinner
- 31 octobre : Maurice Lucas[34]
- 8 novembre : Quintin Dailey
- 6 décembre : Art Quimby
- 6 décembre : Hank Raymonds